# Oratorio della Concezione (San Casciano in Val di Pesa)
L'oratorio della Concezione, conosciuto anche come il Chiesino, era un edificio sacro situato a San Casciano in Val di Pesa.

## Storia e descrizione

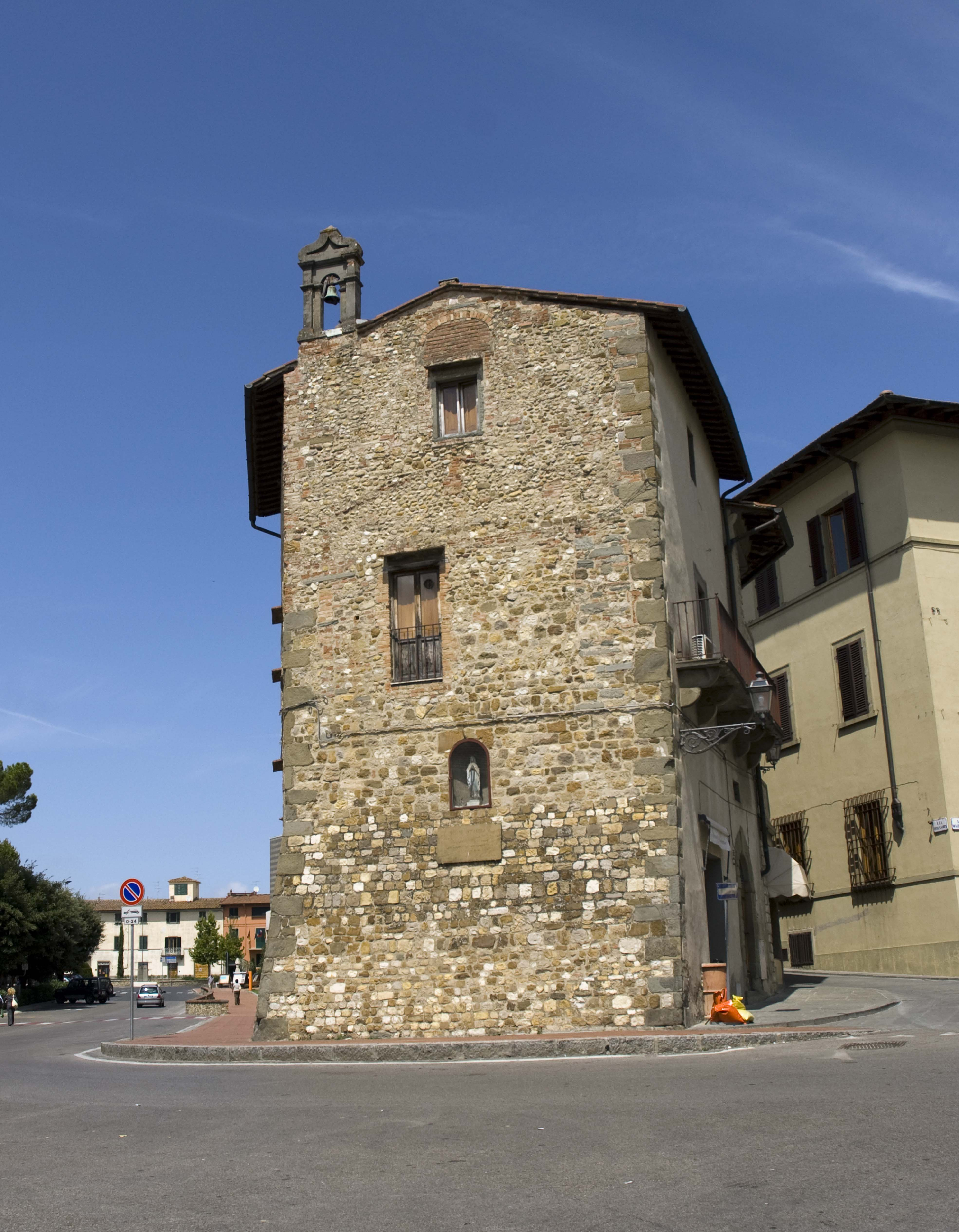
Il torrione su cui si appoggiava l'oratorio della Concezione

La piccola chiesa era di forme eleganti e sorgeva in piazza delle Erbe addossata alle mura castellane.
La facciata, la cui forma imitava il frontone triangolare, era preceduta da un portico a tre archi e l'interno, ad unica navata, era adorno di stucchi e dorature ma senza possedere opere di particolare pregio.
Era stato voluto nel 1717 da Pietro di Francesco Mariti, un pio sancascianese, che lo donò allo spedale di Santa Maria Nuova di Firenze.
L'edificio fu distrutto durante il bombardamento del 26 luglio 1944 ed è stato l'unico edificio non ricostruito di San Casciano. Di esso rimane, addossato ad un torrione della Porta Senese, il piccolo campanile a vela e all'interno di una nicchia una statua della Madonna.